# Gordon Eklund
Œuvres principales
- Les Étoiles, si elles sont divines
- La Rivière du crépuscule

Gordon Eklund, né le 24 juillet 1945 à Seattle dans l'État de Washington, est un écrivain américain de science-fiction.

## Biographie
Gordon Eklund écrit aussi sous les pseudonymes Wendell Stewart, E E 'doc' Smith en mémoire de Edward Elmer Smith.
Il a écrit l'épisode de Star Trek qui raconte la Sphère de Dyson dans le titre The Starless World.

## Œuvres

### Français
- Chère Tante Annie, Marabout, Marabout Science-Fiction, in Derrière le néant, no 458, 1970 ((en) Dear Aunt Annie, 1970)
- Le Silence de l'aube, Le Masque Science-fiction, no 18, 1975 ((en) Eclipse of dawn, 1971)
- Défenseur de la mort, OPTA, Galaxie, no 92, 1972 ((en) Defender of death, 1971)
- Les Étoiles, si elles sont divines, Club du livre d'anticipation, in Les Aires du réel / Les étoiles, si elles sont divines, no 70, 1979 ((en) If the Stars Are Gods, 1977)Écrit avec Gregory Benford. Prix Nebula de la meilleure nouvelle longue
- La Rivière du crépuscule, Presses de la Cité, Futurama, no 29, 1980 ((en) The twilight river, 1979)
- Le Blues de la cité libre, Le Livre de poche, La Grande Anthologie de la science-fiction, in Histoires de surhommes, no 3786, 1984 ((en) Free city blues, 1973)
- Le Faiseur d'amour, Le Livre de poche, La Grande Anthologie de la science-fiction, in Histoires de sexe-fiction, no 3821, 1985 ((en) Lovemaker, 1973)
- Moby, aussi (1973)

### En anglais
- Série Lord Tedric
  - (en) Lord Tedric, 1978
  - (en) The Space Pirates, 1979
  - (en) Black Knight of the Iron Sphere, 1979
  - (en) Alien Realms, 1980

- Romans indépendants
  - (en) The Eclipse of Dawn, 1971
  - (en) A Trace of Dreams, 1972
  - (en) Beyond the resurrection, 1973
  - (en) All Times Possible, 1974
  - (en) Inheritors of the Earth, 1974Écrit avec Poul Anderson.
  - (en) Serving in Time, 1975
  - (en) Falling Toward Forever, 1975
  - (en) Dance of the Apocalypse, 1976
  - (en) The Grayspace Beast, 1976
  - (en) Twilight River, 1979
  - (en) Binary Star, no. 2, 1979Écrit avec Francis Paul Wilson.
  - (en) The Garden of Winter, 1980
  - (en) Find the Changeling, 1980Écrit avec Gregory Benford.
  - (en) A Thunder on Neptune, 1989

- Star Trek
  - (en) Star Trek Adventures 3: The Starless World, 1978Star Trek
  - (en) Devil World, 1979Star Trek

- Anthologies
  - (en) Universe #1, #2, #3, #4, #6, #8, 1971-1978, éditeur Terry Carr
  - (en) The Best Science Fiction of the Year 2,  #4, #8, 1971-1978, éditeur Terry Carr

- Nouvelles
  - West Wind, Falling (1971) (avec Gregory Benford)
  - Gemini Cavendish (Amazing Stories, mars 1971)
  - To End All Wars (Amazing Stories, novembre 1971)
  - Beyond the Resurrection (1971) parties 1 & 2
  - Grasshopper Time (1972)
  - Stalking the Sun (1972)
  - Free City Blues (1973)
  - The Ascending Aye (Amazing Stories, janvier 1973)
  - The Beasts in the Jungle (The Magazine of Fantasy & Science Fiction, novembre 1973)
  - Moby, Too (Amazing Stories, décembre 1973)
  - Tattered Stars, Tarnished Bars (1974)
  - What Did You Do Last Year? (1976) (avec Gregory Benford)
  - Vermeer's Window (1978) (avec Gregory Benford)
  - Objects Unidentified (Flying) (1997)
  - The Cross Road Blues (The Magazine of Fantasy & Science Fiction, février 1999)
  - Sense of Wonder (Astonishing Trapdoor Stories n°22; magazine de fans publié mi 2003)